# Sellás (Messénie)
Sellás, en grec moderne : Σελλάς, est un village du dème de Triphylie, district régional de Messénie, en Grèce.
Selon le recensement de 2011, la population du village s'élève à 74 habitants.